# 役木
役木 （やくぼく）とは日本庭園における、庭の景観の趣を出すために植えられる庭木のことである。江戸時代の『築山庭造伝』になどに紹介されている。これらは、特に決まったものではなく、長い歴史と経験のなか培われてきたものである。しかし、現在も庭園作りの参考として継承されている。

## 役木の例
- 正真木（しょうしんぼく）
  - 庭の中の主木で、景の中心となる。マツ、モチ、モッコクなど常緑の高木が使用される。
- 景養木（けいようぼく）
  - 正真木とは対比的に使用される。景観的には正真木を補う形となる。したがって正真木が針葉樹だったら広葉樹を、正真木が広葉樹なら針葉樹を使用する。
- 寂然木（せきぜんぼく）
  - 南庭の東側に植える樹木で枝葉が青く美しい常緑樹などを使用する。
- 夕陽木（せきようぼく）
  - 南庭の西側に植える樹木でカエデなどを使用する。
- 見越しの松（みこしのまつ）
  - 庭の背景を構成し、前面の景を引き立てる役割がある。
- 燈籠控えの木（とうろうひかえのき）
  - 石灯籠の脇や後ろに植える木で常緑樹が使用される。
- 灯障りの木（ひざわりのき）
  - 枝葉が石灯籠の火口を覆うように植える木でカエデなど落葉樹を使用する。
- 垣留めの木（かきどめのき）
  - 袖垣の柱に植える木でウメが好まれる。ウメを植えたときには「袖ヶ香」と呼ばれる。
- 庵添えの木（いおりぞえのき）
  - 茶庭において茶室の軒や腰掛待合や四阿などの近くに植えて風情をだす木である。建物の周りに植え、調和を出す木として使用されている。
- 橋本の木（はしもとのき）
  - 橋のたもとに植え枝葉が水面に映る風情を楽しむ。シダレヤナギやカエデのようなしなやかな枝を持つ木が良いとされる。
- 鉢請けの木（はちうけのき）
  - つくばいや縁先手水鉢に添える木である。枝葉が手水鉢の水穴にかかるように植える。「鉢囲みの木」ともいう。
- 井戸会釈の木（いどあしらいのき）
  - 井戸や井筒の脇に添える木である。マツ、ウメ、ヤナギが使用される。
- 飛泉障りの木（ひせんざわりのき）
  - 滝の手前に添えて滝口を隠す木である。奥山の情景もかもし出す。
- 門冠りの松（もんかぶりのまつ）
  - 古書にはないが、古くから役木の一として扱われる。正門の右か左に植え、枝に一つが門の上に伸びるようにする。アカマツ、クロマツが使用されるがラカンマキ、イヌマキなどマキ類も代用される。